# Сайга-12
Сайга-12 — самозарядна рушниця, розроблена на Іжевському машинобудівному заводі на базі автомата Калашникова і призначена для промислового й аматорського полювання на дрібного, середнього звіра та птахів в районах з будь-якими кліматичними умовами. 
Сімейство зброї під назвою «Сайга» було розроблено під час розпаду СРСР на Іжевському Машинобудівному Заводі.

## Компонування
Гладкоствольні рушниці Сайга успадкували загальне компонування і пристрій АК, з газовідвідним механізмом і замиканням поворотом затвора. Затворна група і ствольна коробка були перероблені з урахуванням використання мисливських патронів, ударно-спусковий механізм позбувся автоспуску, в газовідвідному механізмі з'явився газовий регулятор для забезпечення надійного вогню, як звичайними патронами, так і посиленими патронами «магнум».

## Основні модифікації
- Сайга 12 без літерного індексу це самозарядна гладкоствольна рушниця з мисливськими пластмасовими (або дерев'яними) прикладом і цівкою. Довжина ствола 580 або 680 мм. Прицільні пристосування - мушка і цілик (або регульована прицільна планка за спеціальним замовленням) розташовані над газовідвідною трубкою.
- Сайга-12С - варіант виконання рушниці зі складним пластмасовими прикладом, рукояткою керування вогнем (за типом автомата АК) і цівкою мисливського типу. Довжина ствола 580 або 680 мм. Прицільні пристосування - мушка і цілик (або регульована прицільна планка за спеціальним замовленням) розташовані над газовідвідною трубкою.
- Сайга-12К вкорочена самозарядна рушниця - "гладкоствольний карабін". Приклад і пістолетна рукоятка, а в деяких виконаннях і цівка, запозичені в Автомата Калашникова. У конструкцію запроваджено механізм блокування, який не дозволяє зняти зброю із запобіжника до тих пір, поки не буде відкинутий приклад. Довжина ствола 430 мм. Прицільні пристосування мисливського чи "автоматного" типу.
- Сайга-12С ЕХР-01 - експортний варіант Сайга-12К (без пристроїв блокування ударно-спускового механізму).

### Варіанти виконань
- Сайга-12 ісп.75 — самозарядна рушниця з мисливським швидкознімним дерев'яним прикладом і цівкою. Ствол довжиною 580 мм зі змінними дуловими насадками. Прицільні пристосування — регульована прицільна планка.
- Сайга 12 ісп. 261 — самозарядна рушниця з приймачем магазина, прикладом з поворотною щокою за типом СВД, цівкою з пластмаси. Можлива комплектація карабіна мисливським пластмасовим прикладом. Забезпечений змінними дуловими насадками. На ствольній коробці є планка для установки прицілу.
- Сайга-12 ісп. 278 — самозарядна рушниця з приймачем магазина, пластмасовим прикладом «по типу АК» і пістолетною рукояткою. Забезпечений змінними дуловими насадками.
- Сайга 12 К ісп. 043 — гладкоствольних карабін з приймачем магазина, регульованої прицільною планкою, що складається автоматним прикладом і цівкою з пластмаси. Карабін забезпечений блокуванням, що дозволяє вести стрілянину тільки з відкинутим прикладом.

- Сайга-12К ісп.030/12С ісп.031/12EXP-01 ісп.030 — Власне кажучи, дана зброя є службовим гладкоствольним карабіном ССК-18,5 з доданою за вимогами законодавства РФ блокуванням стрільби при складеному прикладі (крім варіанту ЕХР). Від звичайної Сайги 12К дане виконання відрізняється приймачем магазина, шарнірним кріпленням кришки ствольної коробки зі встановленою на ній планкою «Пикатинни», що складається автоматним прикладом (пластмасовим або металевим за типом СРДС) і цівкою за типом АК з пластмаси.

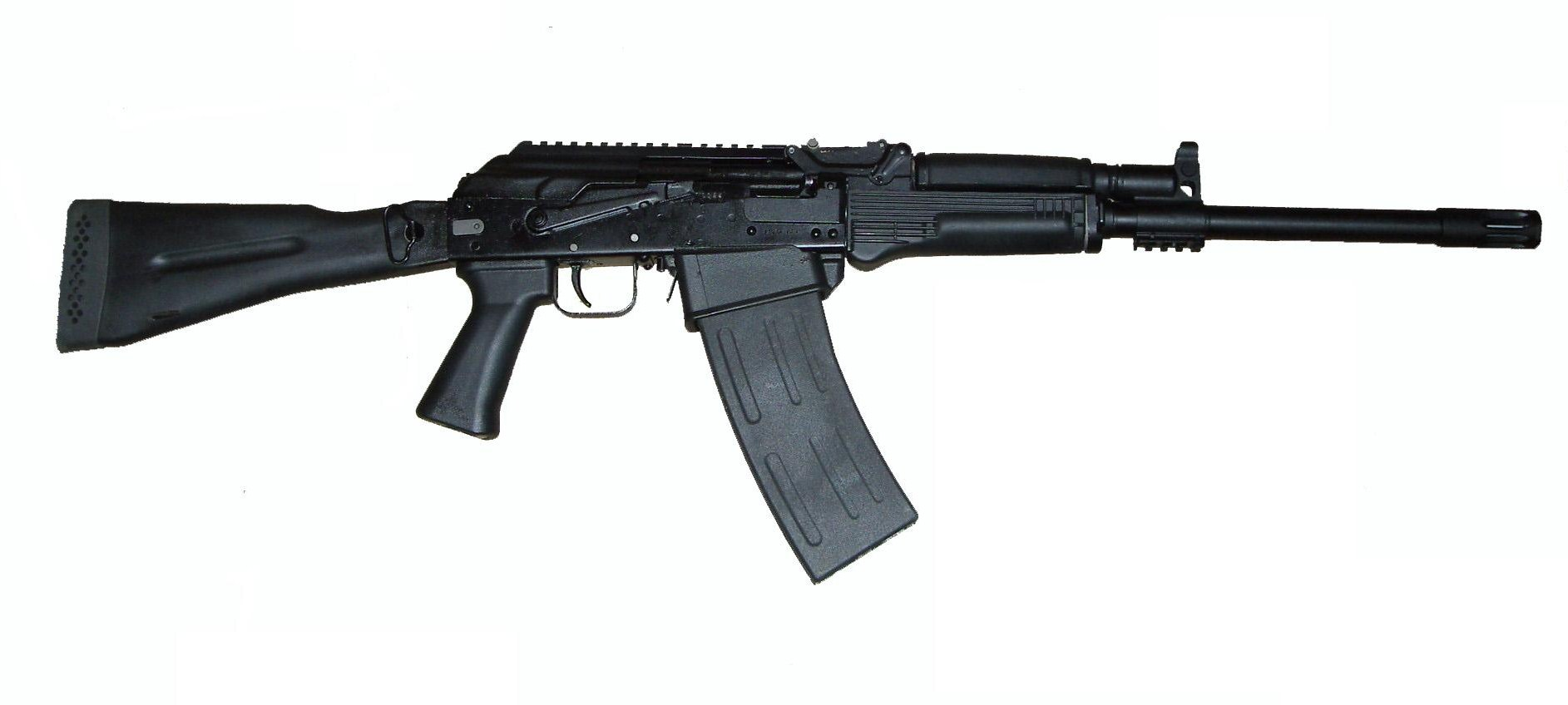
Сайга-12К исп.030

Розробники позиціонують його як зброю «універсального» стрільця — однаково добре пристосовану для самооборони, практичної чи розважальної стрільби та полювання на коротких дистанціях. Військове походження і прагнення до універсалізації визначило основні плюси і мінуси моделі. Система автоматики рушниці настільки добре відпрацьована, що забезпечує надійну роботу автоматики навіть з «неїстівними», практично для всіх напівавтоматів, травматичними патронами з подвійною гумовою кулею. Рушниця добре пристосована для установки максимально широкого асортименту прицільного обладнання, і першим із серії «Сайга» штатно обладнано рейковими планками Пікатіні. Крім того вже в базовій комплектації карабін укомплектований спеціально розробленим дуловим насадком дозволяє застосовувати «вишибні» боєприпаси (для руйнування дверних замків, петель і т. ін.) і, одночасно працює як ефективний пламягасітель. Також можливе використання всього спектру дулових насадок сімейства Сайга 12 калібру. Розплатою за компактність і зручність транспортування зброї стала досить низька прицільна дальність, пов'язана з недостатньою (по мисливських мірками) довгої ствола і короткій прицільній лінією. На дистанціях понад 40 метрів, навіть з чоковимі насадкою заявлена купчастість все одно становить близько 40 %, на відміну від мисливської, довгоствольна Сайги, у якої цей показник не менше 60 %.
На думку деяких експертів, за сукупністю якостей — гладкоствольних карабін Сайга ісп.030, на сьогоднішній день, найпотужнішу та безвідмовну зброю особистої самооборони, доступне для придбання на території Російської Федерації.
- Сайга 12К «Тактика» виконання 040 — одна з найцікавіших модифікацій вироблена іжевським ательє «Легіон». Сайга-12к «Тактика» виконання 040 з встановленим на планку «піккатіні» на ствольній коробці коліматорним прицілом

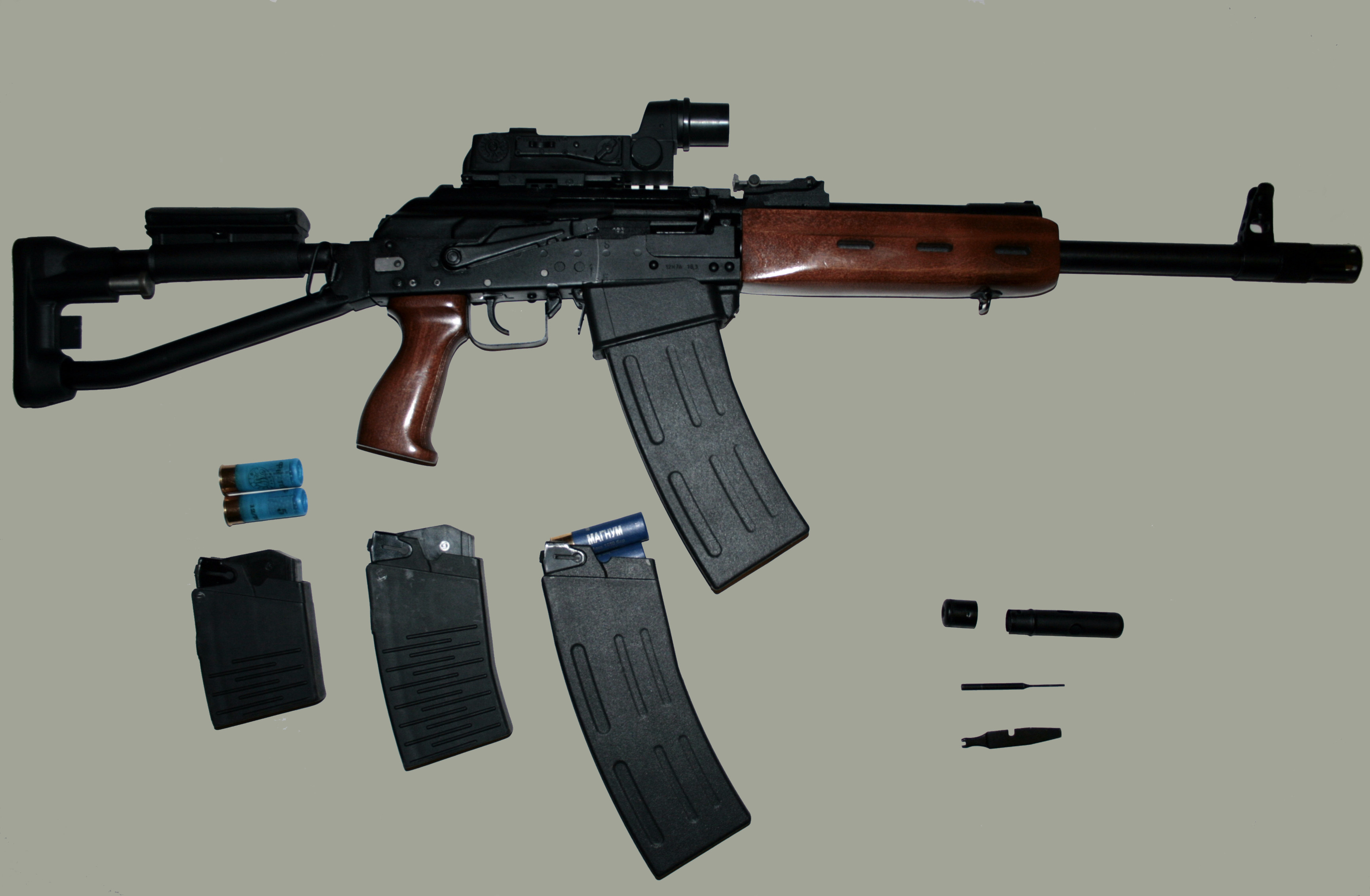
Сайга-12к «Тактика» виконання 040 з встановленим на планку «піккатіні» на ствольній коробці коліматорним прицілом

При розробці цієї моделі фахівці «Легіону» пішли приблизно за тим же шляхом що й інженери ІОЗа розробляли Сайгу ісп. 030. Від стандартів Сайги 12К — вона відрізняється встановленої горловиною приймача магазина, за типом зарубіжної гвинтівки M16, яка відсутня на вихідному автоматі Калашникова. Оскільки патрон 12 калібру більше проміжного за розміром і сильніше виступає з губок магазина, при встановленні магазина він впирається в нижню частину затвора, чинячи опір замикання магазина. При наявності горловини виключається «вивертання» магазина вбік при спробі вставити його із зусиллям. Кришка ствольної коробки виконана незнімною, вона відкидається вгору на осі закріпленої під колодкою газовідводного механізму (за типом АКС-74У). Таке рішення підвищує жорсткість конструкції, дозволяючи встановити на кришку універсальну планку «піккатіні» для кріплення прицілів. Зброя може оснащуватися як ручною, так і автоматичною (останнім часом рідко) затворною затримкою. Магазини від цієї версії не підходять до інших варіантів «Сайги-12» окрім «ісп. 030», але взаємозамінні з магазинами рушниці «Вепр-12», також заснованої на конструкції АК і має горловину для магазина. Є декілька варіантів цього виконання, що відрізняються типом цівки і приклада.

## Купчастість стрільби
Рушниці Сайга-12 показують наступну купчастість стрільби по мішені розміром 750 мм, що знаходиться на відстані 35 м: 
- Зі стволом з дуловим звуженням 1,0 - 60% (Сайга-12 і Сайга-12С), 40% (Сайга-12К, Сайга-12С ЕХР-01);
- З стволом без дульного звуження - 40%.